# Unione Sportiva Sanremese 1953-1954
Questa voce raccoglie le informazioni riguardanti l'Unione Sportiva Sanremese nelle competizioni ufficiali della stagione 1953-1954.

## Rosa
| N. |                   | Ruolo | Calciatore           |
| -- | ----------------- | ----- | -------------------- |
|    | Italia (bandiera) | A     | Lanfranco Albertelli |
|    | Italia (bandiera) | A     | Ettore Bertoni       |
|    | Italia (bandiera) | P     | Bollo                |
|    | Italia (bandiera) | P     | De Cesare            |
|    | Italia (bandiera) | A     | Sergio Gaslini       |
|    | Italia (bandiera) | C     | Renato Gelio         |
|    | Italia (bandiera) | D     | Gino Littarelli      |
|    | Italia (bandiera) | A     | Giuseppe Madini      |
|    | Italia (bandiera) | A     | Umberto Mantero      |
|    | Italia (bandiera) | A     | Armando Mozzetta     |

| N. |                      | Ruolo | Calciatore           |
| -- | -------------------- | ----- | -------------------- |
|    | Italia (bandiera)    | D     | Giuseppe Patrucco    |
|    | Italia (bandiera)    | C     | Mario Pettarozzi     |
|    | Argentina (bandiera) | A     | Orlando Rao          |
|    | Italia (bandiera)    | D     | Silvio Rispoli       |
|    | Italia (bandiera)    | D     | Pietro Sacco         |
|    | Italia (bandiera)    | A     | Silvio Smersy        |
|    | Italia (bandiera)    | C     | Ferruccio Tortorese  |
|    | Italia (bandiera)    | C     | Pietro Trevisan      |
|    | Italia (bandiera)    | A     | Mario Ventimiglia    |
|    | Italia (bandiera)    | P     | Alessandro Von Mayer |